# O
|  | Per a altres significats, vegeu «O (kana)». |

La O és la quinzena lletra de l'alfabet català i quarta de les vocals. El seu nom és o.
Prové de la lletra grega Òmicron (Ο, ο) que passa primer a l'alfabet etrusc i després al Llatí com a O entesa com la vocal /o/. Sembla que la grafia ve d'un símbol que representava un ull.
És una conjunció, que constitueix la proposició connectiva de disjunció. Sovint seguida de l'adverbi bé, expressa una alternativa. Sovint reforçada amb sia denota equivalència. En l'escriptura antiga equivalia el pronom feble ho.

## Fonètica
En català pot representar dos sons: la o oberta o la o tancada de l'alfabet fonètic internacional segons la paraula. Quan les normes d'accentuació ho marquin se'ls ha de posar accents que seran tancats Ó ó o oberts Ò ò depenent de quina en sigui la pronúncia. En català oriental -menys en el mallorquí (excepte a Sóller) - es pronuncia /u/ quan es troba en posició àtona. En Rossellonès la o tancada fins quan és tònica sona com una u (Canigú).

## Significats de la lletra O
- Astronomia: Classe espectral de determinats estels massius.
- Cronologia: Designa el mes d'octubre
- Economia: Designa l'oferta
- Lingüística: És l'abreviatura d'oració
- Química: O és el símbol de l'element químic oxigen. Designa també un grup sanguini
- Símbols: Designa l'oest

## Símbols derivats o relacionats
| Caràcter | Descripció              | Unicode (maj./min.) | Html (maj./min.)  | Notes d'ús                      |
| -------- | ----------------------- | ------------------- | ----------------- | ------------------------------- |
| Ò        | O amb accent greu       | U+00D2 U+00F2       | &Ograve; &ograve; | català, italià etc              |
| Ó        | O amb accent agut       | U+00D3 U+00F3       | &Oacute; &oacute; | català, castellà, hongarès, etc |
| Ô        | O amb accent circumflex | U+00D4 U+00F4       | &Ocirc; &ocirc;   | francès, etc                    |
| Õ        | O amb titlla            | U+00D5 U+00F5       | &Otilde; &otilde; | portuguès                       |
| Ö        | O amb dièresi           | U+00D6 U+00F6       | &Ouml; &ouml;     | alemany, hongarès, etc          |
| Ø        | O barrada               | U+00D8 U+00F8       | &Oslash; &oslash; | danès                           |
| Ő        | O amb doble accent agut | U+0150 U+01151      |                   | hongarès                        |
| Ō        | O amb màcron            | U+014C U+014D       |                   |                                 |
| Ŏ        | O amb breu              | U+014E U+014F       |                   |                                 |
| Ǒ        | O amb anticircumflex    | U+01D1 U+01D2       |                   | pinyin                          |
| Ǫ        | O amb ogonek            | U+01EA U+01EB       |                   |                                 |
| Ȯ        | O amb punt superior     | U+022E U+022F       |                   |                                 |
| Ọ        | O amb punt inferior     | U+1ECC U+1ECD       |                   |                                 |
| Œ        | lligatura OE            | U+0152 U+0153       | &OElig; &oelig;   | francès                         |
| Ɔ        | O oberta                | U+0186              |                   | AFI                             |
| º        | ordinal masculí         | U+00BA              | &ordm;            |                                 |